# UNU-OP

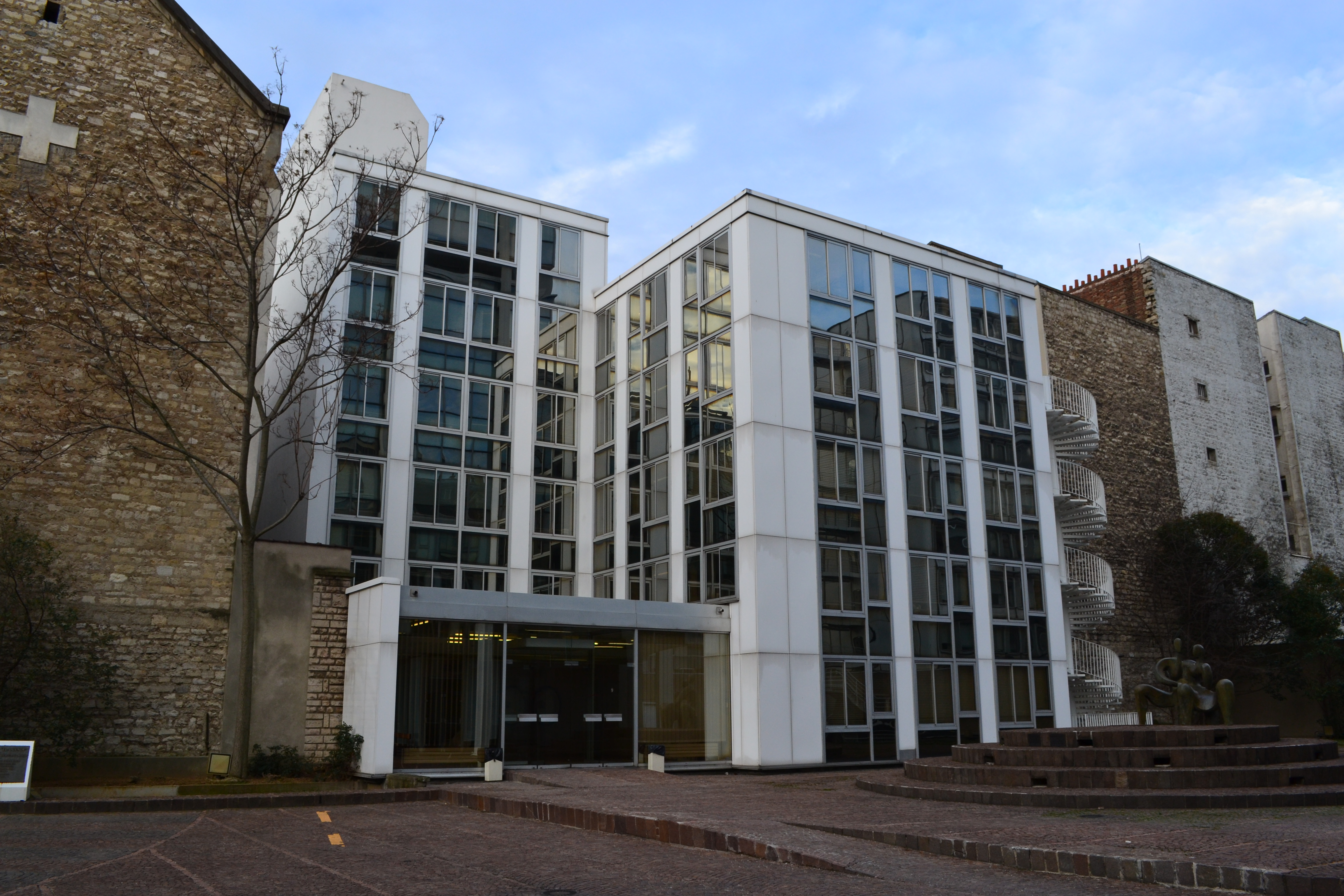
Kantoorgebouw van UNU-OP

Het Bureau van de Universiteit van de Verenigde Naties in Parijs (UNU-OP) is gevestigd bij UNESCO. UNU-OP verbindt de Universiteit van de Verenigde Naties (United Nations University of kortweg UNU) en haar instituten enerzijds en UNESCO en haar Permanente Vertegenwoordigingen anderzijds. Daarnaast verzorgt het Bureau de contacten tussen UNU en andere internationale organisaties die in Parijs gevestigd zijn, zoals de Organisatie voor Economische Samenwerking en Ontwikkeling (OESO), en onderhoudt tevens goede relaties met Franse academici.
UNU-OP heeft als opzet UNU op de kaart te zetten als belanghebbende en volwaardige partner van UNESCO, de OESO en diplomatieke contacten in Parijs. Verder wil ze reeds bestaande samenwerking versterken en mogelijke gezamenlijke projecten onderzoeken die voor de verschillende organisaties en instanties interessant zouden kunnen zijn.
De vertegenwoordiging van UNU in Paris is belangrijk om het mandaat en de zichtbaarheid van de organisatie te vergroten. Hierbij wordt bijvoorbeeld recent interessant werk getoond om samenwerking tussen de beide organisaties te stimuleren.
UNU-OP organiseert ook publieke events rond de activiteiten van UNU en vertegenwoordigt UNU tijdens vergaderingen van UNESCO, zoals de Algemene Conferentie, de lente- en herfstsessie van de Uitvoerende Raad, wereldconferenties (bijvoorbeeld hoger onderwijs, wetenschap, culturele en duurzame ontwikkeling) en meer informele meetings.